# LionOre
LionOre Mining International Ltd (TSX: LIM) — канадская компания, занимающаяся производством никеля, золота, меди и других металлов.

## Собственники и руководство
По данным Reuters на 31 марта 2007 года, 99,4 % акций — в свободном обращении.
С июня 2007 года 90 % акций компании принадлежит российской компании «Норильский Никель».
C августа 2007 года "Норильский никель" аккумулировал 97,7 % акций канадской корпорации. Оставшиеся 2,3 % акций «Норильский никель» собирается в соответствии с канадским законодательством выкупить принудительно.

## Деятельность
LionOre ведёт разработку никеля и золота в ЮАР, Ботсване и Австралии. В 2006 году выпустила 34 094 тонны оплаченного никеля и 155 тысяч 203 унции золота. Также LionOre производит значительное количество побочных металлов, таких как медь, кобальт и металлы платиновой группы.
Выручка в 2006 году — $1,12 млрд, чистая прибыль — $428,55 млн